# Annemiek Bekkering
Annemiek Bekkering (* 5. August 1991 in Veghel) ist eine niederländische Seglerin.

## Erfolge
In 2014 formte sie ein Team zusammen mit Annette Duetz in der Klasse 49erFX. Zusammen holten sie den 4. Platz beim Weltcup in Santander sowie andere hohe Platzierungen bei anderen internationalen Wettkämpfen. Bei den Europameisterschaften 2015 in Porto belegten sie den 4. Platz und gewannen 2016 ein Weltcuprennen in Palma de Mallorca.
In der 49er-Klasse durfte nur ein niederländisches Boot bei den Olympischen Spielen 2016 in Rio de Janeiro antreten. Bekkering und Duetz hatten Konkurrenz durch das Team Nina Keizer und Claire Blom. Letztere ist Bekkerings ehemalige Segelpartnerin. Der Watersportverbond bevorzugte zunächst das Duo Bekkering und Duetz, während das Team Blom/Keizer aus finanziellen Gründen nicht in die Auswahl aufgenommen wurde. Anfang des Jahres 2015 verlor das Duo aufgrund eines taktischen Fehlers überraschend die nationale Auswahl für die Olympischen Spiele und damit auch den Platz im Kernteam. An ihrer Stelle kehrten Blom und Keizer zurück in die Kernauswahl, als diese aber die NOC*NSF-Qualifikationsnormen für Rio nicht erfüllen konnten, wurden Bekkering und Duetz doch ins Talentteam aufgenommen. Sie fanden einen eigenen finanziellen Sponsor und belegten in Rio de Janeiro den siebten Platz.
Bekkering und Duetz erzielten ihren ersten großen Erfolg bei den Weltmeisterschaften 2018 in Aarhus, wo sie Weltmeister wurden. Bei der Europameisterschaft 2019 im 49erFX im ehemaligen britischen Olympiarevier vor Weymouth wurden die beiden Europameisterinnen. Im selben Jahr verteidigten sie ihren WM-Titel in Auckland. Bei den Weltmeisterschaften 2020 reicht es dagegen nur für Platz acht.
Zusammen mit Annette Duetz gewann Bekkering die Bronzemedaille bei den Olympischen Sommerspielen 2020 in Tokio. Sie gewannen zwei der ersten zwölf Wettfahrten und gingen punktgleich mit den Brasilianerinnen Kahena Kunze und Martine Grael als Erste ins abschließende Medal Race. Unter den dort startenden zehn Teams belegten sie jedoch nur den neunten Platz und schlossen die Gesamtwertung schließlich mit 88 Punkten hinter den siegreichen Kunze und Grael mit 76 Punkten sowie dem deutschen Duo Tina Lutz und Susann Beucke mit 83 Punkten auf dem dritten Rang ab.